# Каунсил-Блафс
Ка́унсил-Блафс (англ. Council Bluffs) — город, центр округа Поттаваттами, штат Айова, США. Расположен на восточном берегу реки Миссури. В 2000 году в городе проживало 58 268 человек. 

## История
Через реку от Каунсил-Блафс находится гораздо более крупный город Омаха. История этих двух городов тесно связана; в 1854 году после издания закона о Канзасе и Небраске Омаха была основана группой предпринимателей из Каунсил-Блафс, существовавшего уже несколько десятилетий.
В 2017 году город был награждён премией «All-America City Award» (с англ. — «Всеамериканский город») присуждаемой Национальной гражданской лигой, которую неофициально называют «Нобелевской премией за конструктивное гражданство» и которая выдается за активную гражданскую позицию жителей некорпоративных сообществ Соединённых Штатов в жизни местного самоуправления.

## Города-побратимы
Каунсил-Блафс является городом-побратимом российского города Тобольск.